# Leptogaster melanomystax
Leptogaster melanomystax là một loài ruồi trong họ Asilidae. Leptogaster melanomystax được Janssens miêu tả năm 1954. Loài này phân bố ở vùng nhiệt đới châu Phi.